# Áquila morava

Escudo de armas de Moravia - Águila de Moravia

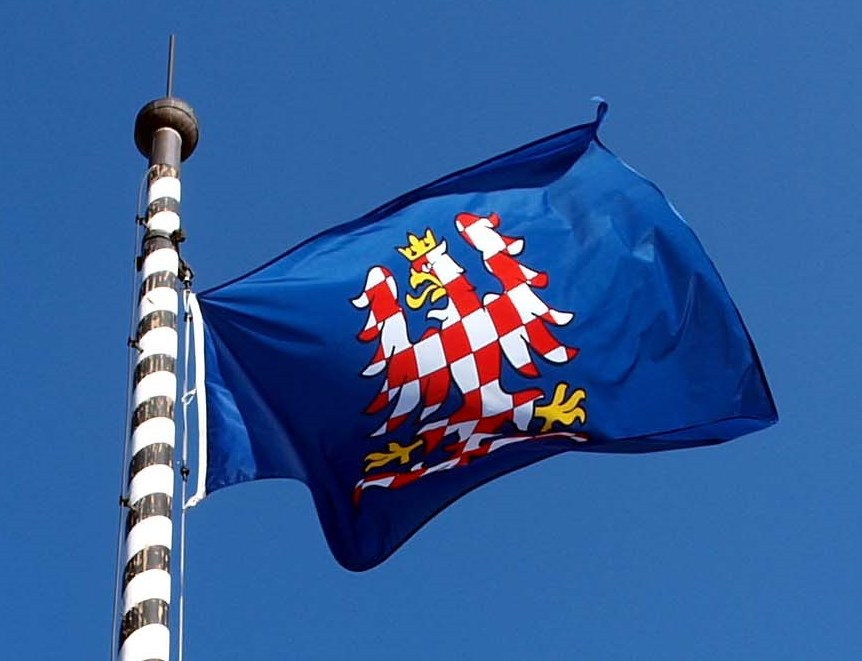
Un moravo estandarte de armas

El escudo de armas de Moravia se ha utilizado durante siglos en representación de dicha provincia, ubicada en la actual República Checa. El escudo de armas de Moravia también está presente en uno de los campos del mayor escudo de armas del país. Está cargado con un águila a cuadros blanco-rojo coronado con garras doradas y lengua.
A partir de 1272, el escudo de armas de Moravia también se exhibió en el sello de la ciudad de Znojmo, con una 'Z' como escudo. En 1758, Maria Theresa otorgó a los ciudadanos de Olomouc el escudo de armas de Moravia en agradecimiento por su defensa contra las tropas prusianas bajo el rey Federico el Grande durante la Guerra de los Siete Años, y luego con las iniciales 'F' (para el Emperador Francisco I) , 'M' y 'T' (para Maria Theresa).
De 1915 a 1918, el Águila de Moravia se puso a cuadros en rojo y oro en lugar del tradicional rojo y plata, pero esto nunca fue popular entre los moravos.

## Águila de Moravia

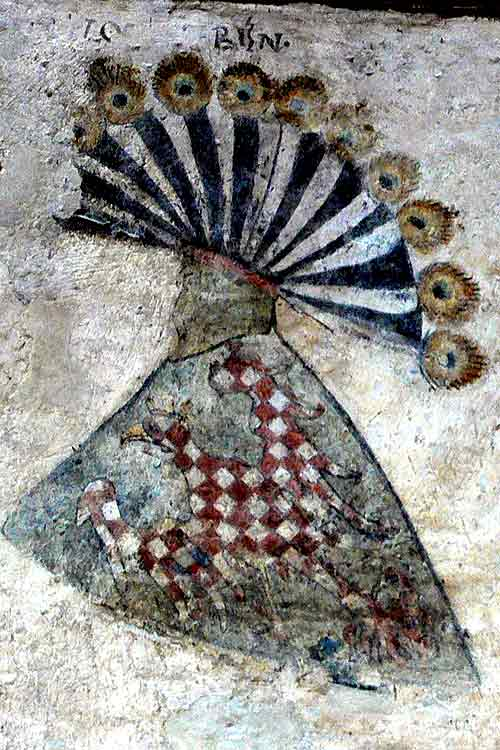
La representación en color conservada más antigua del escudo de armas del margrave de Moravia (Gozzoburg)

El águila de Moravia en su forma actual fue creada a mediados del siglo XIII por Ottokar II de Bohemia. Este margrave de Moravia se ha convertido en el Rey de Bohemia y, además del león de plata de Bohemia (originalmente moravo) en el campo rojo, (recientemente) ha comenzado a usar el águila de Moravia a cuadros rojo plateado en el campo azul. El águila a cuadros rojo plateado con la corona de oro y la armadura de oro (es decir, pico, lengua y garras) en un escudo azul es capturado en este momento y luego capturado por obras de arte y documentos oficiales.

## Las representaciones de color más antiguas del águila de Moravia
La representación en color más antigua del águila de Moravia se puede encontrar en el salón del castillo (palacio) de la ciudad de Gozzoburg en Krems, porque Ottokar II de Bohemia reinó sobre los países austriacos.
A más tardar desde la era de Luxemburgo, el águila a cuadros rojo plateado se consideraba el escudo de armas del país de Moravia. Según algunos investigadores, estos colores se derivaron de los colores del león bohemio (un león plateado en un escudo rojo) y expresaron el vínculo de Moravia con el rey de Bohemia y la monarquía checa.

## Otras antiguas representaciones de color del águila de Moravia

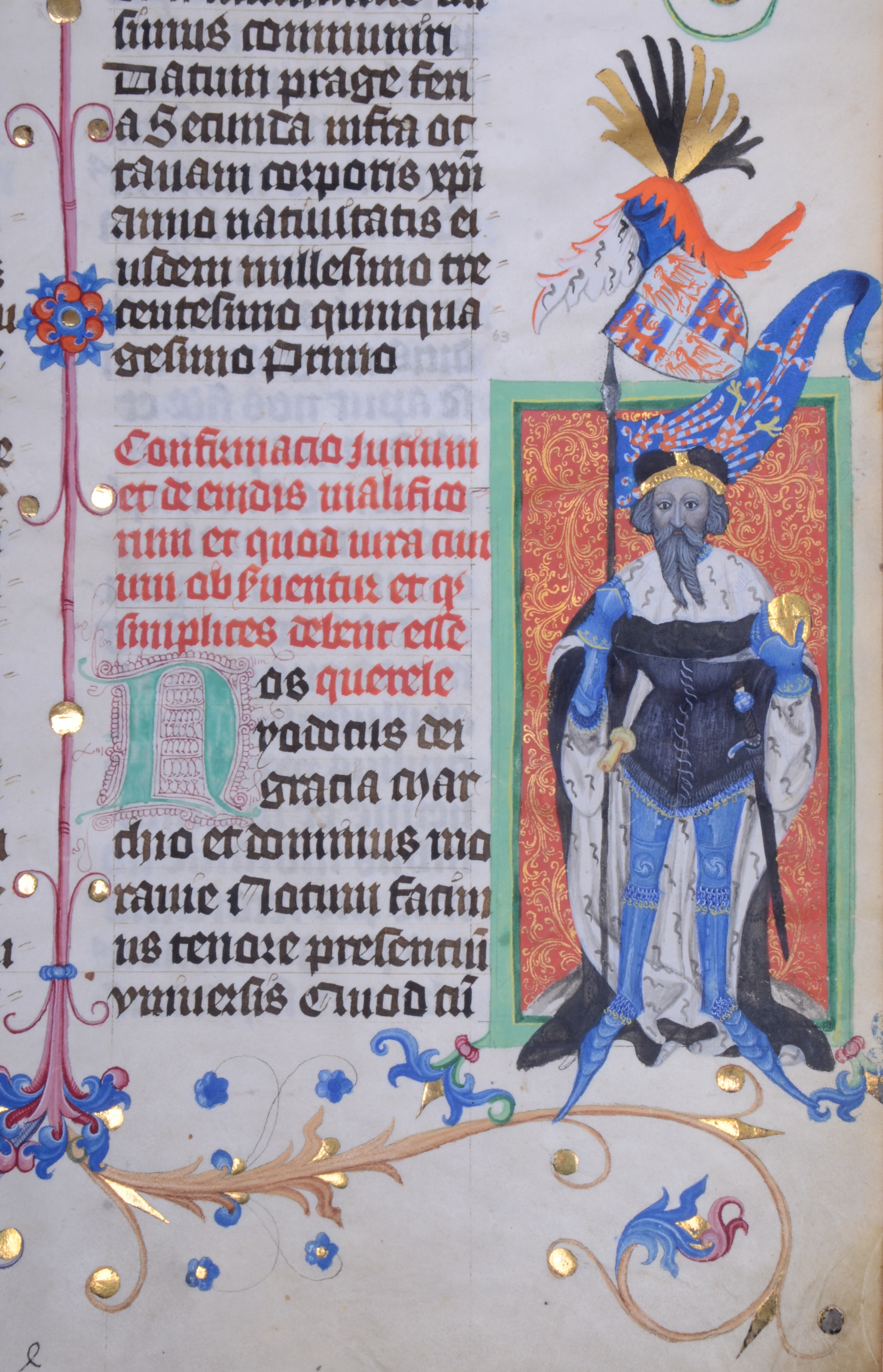
Jobst de Moravia, miniatura en el Códice Gelnhausen

La galería del escudo de armas de Carlos IV data de 1361, en el castillo de Lauf, cerca de Nuremberg, construido por el emperador Carlos IV. en 1356 en el camino del Reich entre Praga y Nuremberg sobre las ruinas de un antiguo castillo Stauf. En su escudo de armas, hay escudo de armas de Moravia y Bohemia, otros países, clérigos, nobles y ciudades en la galería del escudo de armas. El mural del águila de Moravia también se encuentra en la parte posterior de la entrada de la habitación en el primer piso de la gran torre del castillo de Karlštejn.

## Libro legal de Jihlava
Muchas representaciones del águila de Moravia representan iluminaciones en el libro legal de Jihlava (Códice Gelnhausen) de principios del siglo XV (1407), escrito por un abogado Jan de Gelnhausen en menos de diez años.
El águila de Moravia se usa aquí en la decoración heráldica del texto, en los escudos, en los adornos de los caballos, pero también en los estandartes que llevaban los grabados de Moravia y los reyes de Bohemia de los siglos XIII al XV, representados en el privilegio de cada ciudad. emitidos por ellos: margrave de Moravia de 1228 a 1239 Přemysl, rey de Bohemia de 1230 a 1253 Wenceslao I, margrave de Moravia de 1247 a 1278 y rey de Bohemia de 1253 a 1278 Přemysl Otakar II, margrave de Moravia de 1333 a 1349 Carlos I, rey de Bohemia de 1346 a 1378 y el emperador romano de 1355 a 1378 Carlos IV, el margrave de Moravia de 1349 a 1375 John Henry, el margrave de Moravia de 1375 a 1411 y el rey romano de 1410 a 1411 Jošt de Luxemburgo, también conocido como Moravian. Aparece aquí solo y con el león bohemio.

## La mención escrita más antigua del águila de Moravia
La mención escrita más antigua del águila de Moravia se puede encontrar en la crónica versada de Ottokar Styria, que describe los eventos que tuvieron lugar en Europa central desde mediados del siglo XIII hasta finales de la primera década del siglo XIV.
Durante la batalla de Kressenbrunn el 12 de julio de 1260, en la que las tropas del rey bohemio y el margrave moravo Ottokar II de Bohemia conquistaron las tropas del rey húngaro Bela IV, está al lado de la bandera bohemia (león blanco en el campo rojo): „in einem rȏten samît ... ein lewe wîz" describes the banner of Moravia (white-red chequered eagle): „ein geschâchzabelten arn von rȏter und von wîzer varbe“. Crónica de Ottokar Styria, verso 7259-7268: "Hern Dietrich Spatzmanen / sach man die banier leiten: / in einem rȏten samît breiten / was gewohrt ein lewe wîz. / ouch heten ir baniere flîz, / die von Merhaeren wârn: / ein geschâchzabelten arn / von rȏter und von wîzer varbe / sach man ob in begarbe / waejen von dem winde.".

## El escudo de armas del emperador Federico III Habsburgo

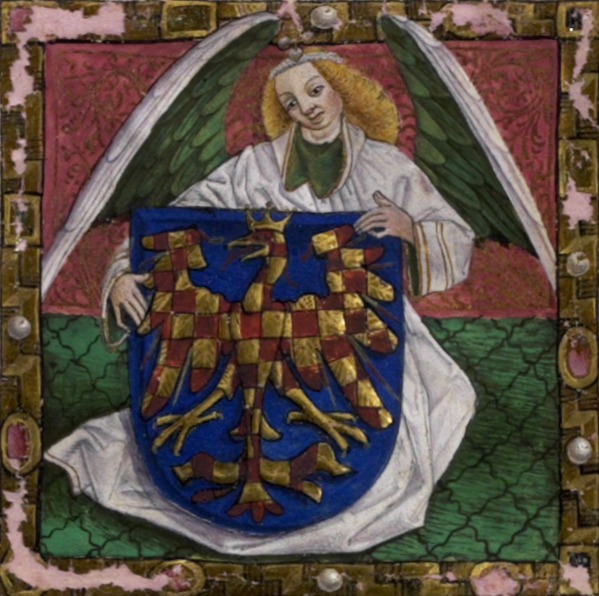
Miniatura con el escudo de armas de 1462 emitido por Federico III. Habsburgo

Carta de armadura (privilegio de signo) del emperador romano Federico III. publicado el 7 de diciembre de 1462 por iniciativa del gobernador de la provincia de Moravia y mariscal del Reino de Bohemia, Henri de Lipá, cambió el tinte de plata original del águila de Moravia cambiando los campos de ajedrez de plata a oro, creando así el nuevo escudo de armas corporativo ("color albus en glaucum sive aureum transmutetur" (color blanco cambiado a amarillo u dorado)).
Su emisión es un ejemplo de influencias internacionales en los momentos difíciles del reinado del rey Jorge de Poděbrady y de la interferencia en los asuntos internos de la Corona de Bohemia desde Federico III. Habsburgo lo otorgó a los dominios de Moravia como emperador romano. Moravia, sin embargo, era parte de la Corona de Bohemia y, según el emperador y el rey Carlos IV. emitió leyes para tomar tal acción, el monarca romano no tenía autoridad, porque Moravia estaba bajo el gobierno directo del rey de Bohemia.

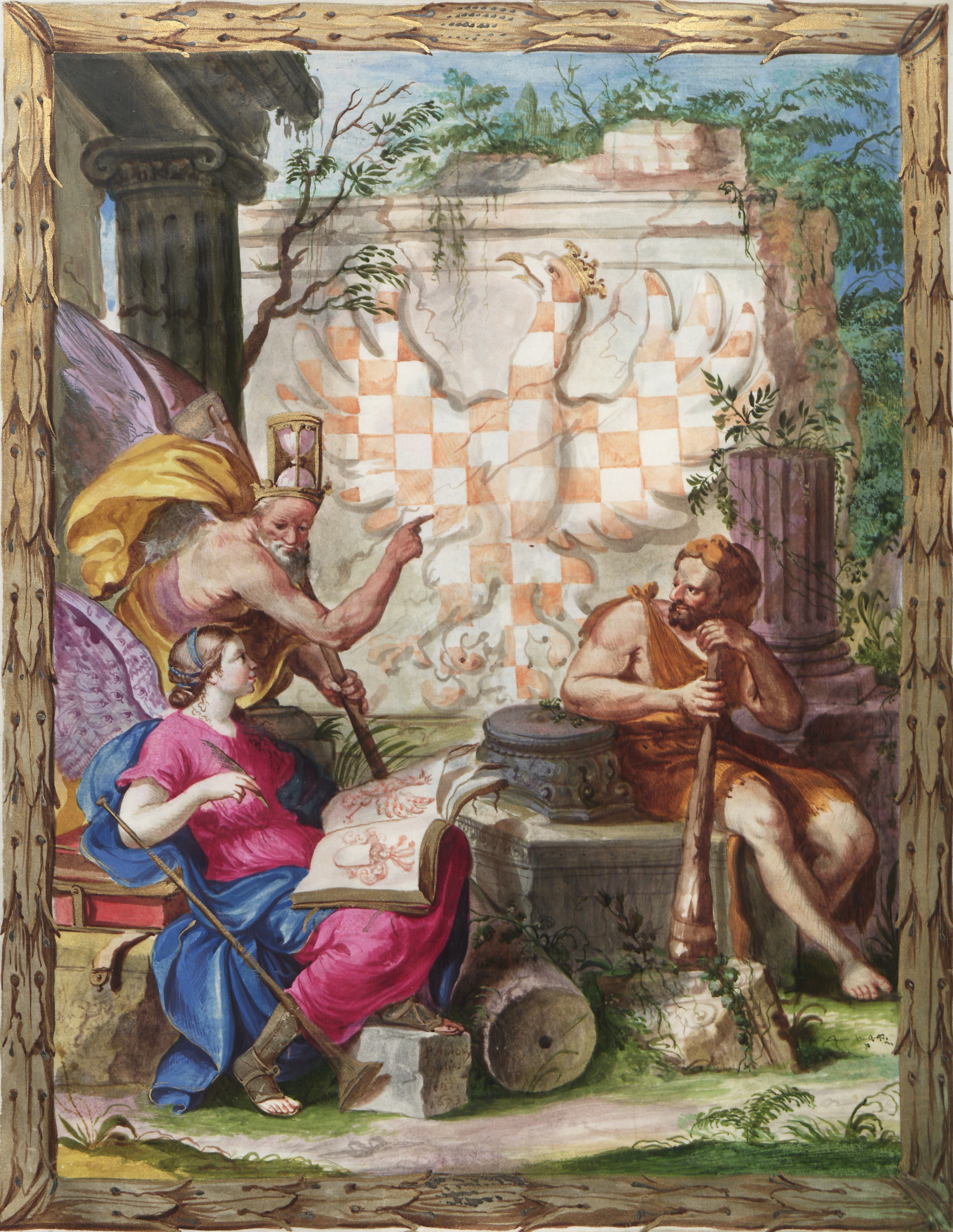
Libro del Estado del Caballero de 1671. El dibujo de Antonín Martin Lublinský en 2018 se convirtió en el tema de un rompecabezas presentado durante la exposición Moravia como parte del Estado checo

Este privilegio imperial no fue confirmado por George de Poděbrady y no correspondía al uso normal. La Carta era válida porque tenía todos los requisitos legales pero no era efectiva. En 1628, la carta apareció en la lista de privilegios, que no debe contradecir el sistema provincial recién emitido, y fue así, así como muchos otros privilegios "inofensivos" más antiguos luego confirmados formalmente por Fernando II, sin abordar explícitamente. Sin embargo, el privilegio de Federico antes o después de 1628 no tuvo ningún efecto sobre el escudo de armas de Moravia, como lo demuestran los artículos parlamentarios publicados hasta 1838, las órdenes provinciales de 1545, 1562, 1604 y 1628.
Esto se confirma, por ejemplo, en la copia imperial del manuscrito del mapa de Müller de Moravia de 1714-1716, que fue dedicado al emperador Carlos VI.
El hecho de que el águila a cuadros rojo plateado en el escudo azul es un signo del Margraviato de Moravia también se confirma oficialmente por los decretos imperiales de la segunda mitad del siglo XVIII y la primera mitad del siglo XIX. Si el cambio en el color del águila de Moravia por un documento de Federico III. Desde el principio se entendió como un cambio del emblema nacional, entonces todos estos decretos imperiales serían actos que abolieran las disposiciones de este escudo de armas.
El escudo de armas descrito en el privilegio de Federico fue más tarde, a fines del siglo XVIII, pero especialmente a partir de la primera mitad del siglo XIX, llamado escudo de armas de Moravia (algunos autores, políticos, partidos, funcionarios ...) . En lo que respecta a Bohemia, se ha aplicado no como un elemento fortalecedor y unificador del estado, como los colores del león bohemio y el águila de Moravia desde mediados del siglo XIII, sino como un intento de perturbarlo. Esta situación se intensificó especialmente después de 1848, cuando la doble coloración de los símbolos utilizados por los moravos y las autoridades regionales causó disputas. La Carta no es, por lo tanto, un ejemplo del desarrollo de un estado mutuo, sino más bien una interferencia de poder externo con tendencias centrífugas.

## sigloXIX
El hecho de que el escudo de armas de Moravia ocurriera gracias a la carta de armadura del 7 de diciembre de 1462 en dos formas en Moravia se convirtió en un problema solo en el siglo XIX. El escudo de armas centenario y oficialmente válido era el águila de ajedrez rojo plateado con una corona dorada y una armadura en el escudo azul. La carta del 7 de diciembre de 1462, aunque no se hizo cumplir en la práctica, más tarde, especialmente desde mediados del siglo XIX, permitió el uso del águila a cuadros rojo y dorado por parte de las autoridades provinciales. A finales del siglo XVIII, los representantes de la administración provincial de Moravia comenzaron a tomar conciencia de la carta, especialmente a partir de los años treinta y desde los años cuarenta del siglo XIX. Esto llevó a luchar cada vez más por el reconocimiento del escudo de armas por parte del Emperador. Pero no lo reconoció hasta 1915. Sin embargo, algunas de las declaraciones de las autoridades de Viena han dicho que el uso del águila a cuadros rojo y dorado no se ve obstaculizado. A lo largo del siglo XIX, la pregunta era si un escudo de armas válido pero oficialmente ineficaz de Federico III. Habsburgo tiene prioridad antes del escudo de armas históricamente utilizado y confirmado de Moravia.

## sigloXX
Hasta 1915, el águila a cuadros plateada y roja se utilizó en el escudo de armas grande y mediano de Austria-Hungría. En 1915, el ajedrez de un águila que representa el escudo de armas de Moravia en el escudo de armas del medio se cambió de plata roja a oro rojo, cuando en octubre de 1915 se anunció públicamente un cambio al escudo nacional austrohúngaro.
Por lo tanto, solo en 1915, se creó el escudo de armas para Austria (anteriormente un término no oficial para "Reino y tierra representados en el Consejo Imperial de Viena"), ahora un nombre que enfatiza la importancia del gobierno central, en el que el escudo de armas de Moravia se introdujeron el águila del ajedrez en oro rojo (en ese momento, en los reinos y países del Consejo Imperial de Viena representados, utilizaron el escudo de armas para toda Austria-Hungría, y en Hungría (Tierras de la Corona de San Stephen) usó el escudo de armas húngaro. Estos escudos de armas se utilizaron en los años 1915-1918.

## República checoslovaca
Después de la creación de Checoslovaquia, el escudo de armas de Moravia, que pasó a formar parte del escudo de armas estatal de la República Checoslovaca, volvió a la plata. Desde 1918, el águila a cuadros en el escudo de armas de Moravia vuelve a unirse de color rojo plateado. Este hecho fue confirmado por la Ley Constitucional 252/1920 Sb. de la República Checoslovaca, el 30 de marzo de 1920, y en los últimos tiempos, cuando se creó la República Checa, la Ley 3/1993 (libro de leyes estatales), en el sentido de la Constitución de la República Checa, que establece claramente Bohemia, Moravia y Silesia.

## República Checa
El escudo de armas de Moravia es ahora parte del gran escudo nacional de armas de la República Checa, descrito en la Ley de Símbolos del Estado de la República Checa: "Trimestral, primero y cuarto gules, un león rampante, argentino de doble cola coronado, armado y languidecido o (para Bohemia), segundo cuarto azul, un águila exhibió chequy gules y argent coronado, armado y languidecido o (para Moravia), tercer trimestre o, un águila exhibió un sable coronado de los primeros gules armados y languidecidos, en su pecho un media luna trébol y una ballesta argent (para Silesia) ".

## sigloXXI

### Escudo de armas de las regiones
Después de su creación, las nuevas regiones obtuvieron el derecho de pedir a la Cámara de Diputados del Parlamento de la República Checa un escudo de armas y una bandera. El Subcomité de Heráldica y Vexilología de la Cámara de Diputados ha recomendado a las regiones que tengan en cuenta en su escudo de armas (y banderas) su afiliación histórica a los países de origen. Las regiones de Bohemia fueron recomendadas por el león bohemio, la región de Moravia-Silesia, el águila de Silesia, las regiones de Moravia y las regiones de las cuales pertenece Moravia, el águila de Moravia. El águila de Moravia en este escudo de armas se considera un águila a cuadros rojo plateado, que se basa en el escudo de armas del Reino de Bohemia y el escudo de armas de la monarquía austrohúngara.

Escudo de armas de la región de Pardubice.
Escudo de armas de la región de Vysočina.
Escudo de armas de la región de Moravia del Sur.
Escudo de armas de la región de Olomouc.
Escudo de armas de la región de Moravia-Silesia.
Escudo de armas de la región de Zlín.

### Escudo de armas de la región de Moravia del Sur
El escudo de armas de la región de Moravia del Sur tiene dos águilas. En el primer campo del escudo descuartizado hay un águila de Moravia y en el cuarto campo un águila coronada de ajedrez rojo dorado con armadura de oro. Esto corresponde a la bandera de la región, que es el águila de Moravia en el campo azul del polo superior de la hoja cortada en cuartos y en el campo azul aleteo inferior águila coronada a cuadros amarillo-rojo con armadura amarilla.
El león bohemio, el águila silesia y el águila de Moravia son figuras heráldicas y vexilológicas únicas. No necesitan ser descritos con más detalle.

## Más artículos
- Bandera de Moravia